# Perry McGillivray

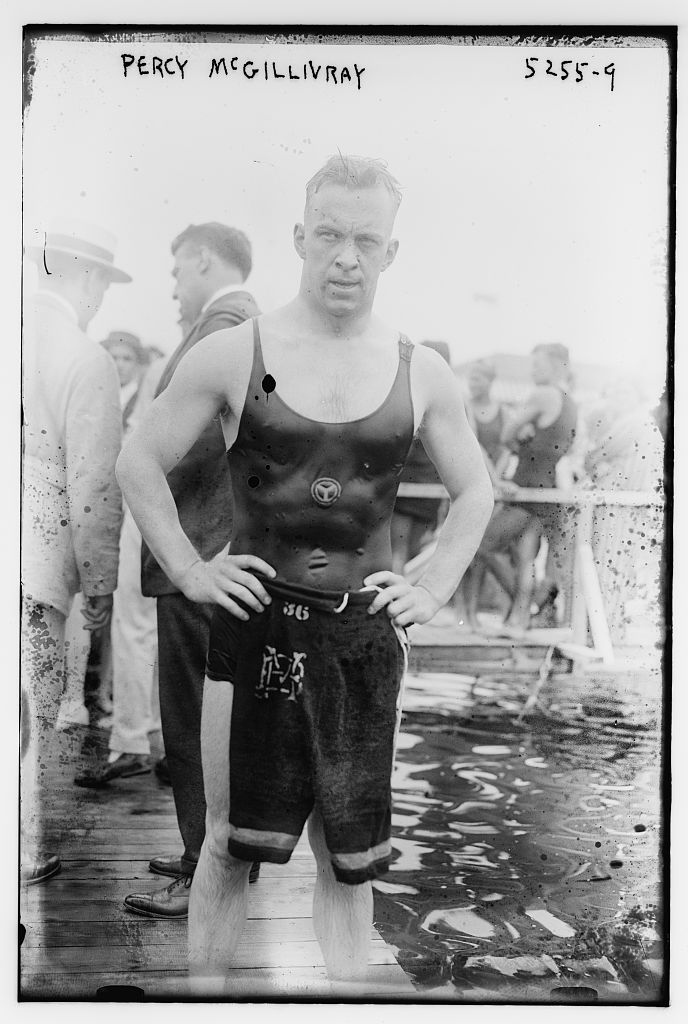
Perry McGillivray (1920)

Perry McGillivray (* 5. August 1893 in Chicago, Illinois; † 27. Juli 1944 in Maywood, Illinois) war ein Schwimmer und Wasserballspieler aus den Vereinigten Staaten. Er war Staffelolympiasieger 1920 und Olympiazweiter 1912.

## Karriere
Der 1,70 m große Perry McGillivray war von 1908 bis 1927 für den Illinois Athletic Club aktiv. Bei den Meisterschaften der Amateur Athletic Union gewann er 16 Titel auf Einzelstrecken und 13 Titel mit der Staffel. Weitere sieben Meistertitel gewann er mit dem Wasserballteam.
Bei den Olympischen Spielen 1912 in Stockholm trat McGillivray im 100-Meter-Freistilschwimmen an. In der ersten Runde schwamm er in 1:04,8 Minuten die zweitschnellste Zeit aller Teilnehmer. Im Viertelfinale steigerte er sich auf 1:04,4 Minuten, das war die viertschnellste Zeit in dieser Runde. Im Halbfinale schied McGillivray mit 1:06,2 Minuten aus. Die 4-mal-200-Meter-Freistilstaffel aus den Vereinigten Staaten mit Ken Huszagh, Perry McGillivray, Harry Hebner und Duke Kahanamoku gewann die Silbermedaille hinter der Staffel aus Australasien.
Acht Jahre später trat Perry McGillivray auch bei den Olympischen Spielen 1920 in Antwerpen in zwei Schwimmdisziplinen an. Über 100 Meter Rücken belegte er den vierten Platz mit 0,4 Sekunden Rückstand auf den drittplatzierten Belgier Gérard Blitz. Die 4-mal-200-Meter-Freistilstaffel mit Perry McGillivray, Pua Kealoha, Norman Ross und Duke Kahanamoku gewann die Goldmedaille in der Weltrekordzeit von 10:04,4 Minuten. McGillivray nahm 1920 mit der Wasserballnationalmannschaft auch am olympischen Wasserballturnier teil. McGillivray war in allen drei Spielen dabei, die Mannschaft erreichte den sechsten Platz.
Acht Jahre später war Perry McGillivray Trainer der amerikanischen Nationalmannschaft beim olympischen Wasserballturnier 1928.
Perry McGillivray soll den Lob-Wurf im Wasserball eingeführt haben, also den Wurf hoch über den Gegner hinweg. Zusammen mit Harry Hebner hat er auch das Passspiel im Wasserball weiterentwickelt. 1981 wurde Perry McGillivray als Schwimmpionier in die International Swimming Hall of Fame (ISHOF) aufgenommen.